# Juryoecia distoglandula
Juryoecia distoglandula is een mosselkreeftjessoort uit de familie van de Halocyprididae. De wetenschappelijke naam van de soort is voor het eerst geldig gepubliceerd in 2004 door Chavtur & Angel.